# Faith (Vorname)
Faith ist ein weiblicher Vorname.

## Herkunft und Bedeutung
Der Name entspricht dem englischen Wort für Glaube und wurde von den Puritanern im 17. Jahrhundert als einer von mehreren so genannten „Tugendnamen“ eingeführt. Glaube ist im Christentum eine der drei Theologischen Tugenden Glaube, Hoffnung und Liebe (vergl. 1 Kor 13,13 ).

## Namensträgerinnen
- Faith Bandler (1918–2015), australische Aborigines-Aktivistin
- Faith Brook (1922–2012), britische Schauspielerin
- Faith Domergue (1924–1999), US-amerikanische Schauspielerin
- Faith Evans (* 1973), US-amerikanische R&B-Sängerin
- Faith Ford (* 1964), US-amerikanische Schauspielerin
- Faith Hill (* 1967), US-amerikanische Country-Popsängerin
- Faith Hubley (1924–2001), US-amerikanische Regisseurin, Produzentin und Drehbuchautorin von Trickfilmen
- Faith Idehen (* 1973), nigerianische Sprinterin, Spezialstrecke: 100-Meter-Lauf
- Faith Ikidi (* 1987), nigerianische Fußballspielerin
- Faith Kipyegon (* 1994), kenianische Mittel- und Langstreckenläuferin
- Faith Leech (1941–2013), australische Schwimmerin
- Faith Minton (* 1957), US-amerikanische Schauspielerin und Stuntfrau
- Faith Osier (* 1972), kenianische Kinderärztin und Immunologin
- Faith Prince (* 1957), US-amerikanische Schauspielerin und Sängerin
- Faith Ringgold (1930–2024), afroamerikanische Künstlerin
- Faith Salie (* 1971), US-amerikanische Radiomoderatorin, Journalistin, Schauspielerin und Komödiantin
- Faith Thomas (1933–2023), australische Cricket- und Hockeyspielerin sowie Krankenschwester
- Faith Wood-Blagrove (* 2004), britische Schauspielerin

## Nachweise
1. ↑  behindthename.com: Faith